# Poggio Favaro-San Bernardo
Poggio - San Bernardo di Favaro (O Pêuzzo - San Benardo in ligure) è una frazione di 603 abitanti del comune di Bogliasco, da cui dista circa 2 km, ed è situata ad un'altitudine di 183–271 m s.l.m.
La frazione comprende le due località di Poggio e San Bernardo di Favaro, che assieme vanno a formare un'unica entità a livello amministrativo e di statistica

## Storia
Anticamente denominata "Favaro" assunse l'odierna denominazione dalla locale chiesetta del XVI secolo. Fu originariamente frazione del comune di Pieve Ligure fino al 1928 quando le due amministrazioni pievese e bogliaschina furono unite nell'unico comune di Bogliasco Pieve.
Al termine della seconda guerra mondiale, nel 1946, le due comunità costiere del Golfo Paradiso si separarono nuovamente dando origine agli attuali comuni; per maggiore comodità verso gli abitanti frazionari il paese di San Bernardo fu incluso nei territori comunali di Bogliasco.
Nel 1962 con la costruzione della nuova strada carrozzabile s'interruppe quel naturale isolamento che aveva contraddistinto le principali frazioni e località del comune.

## Monumenti e luoghi d'interesse

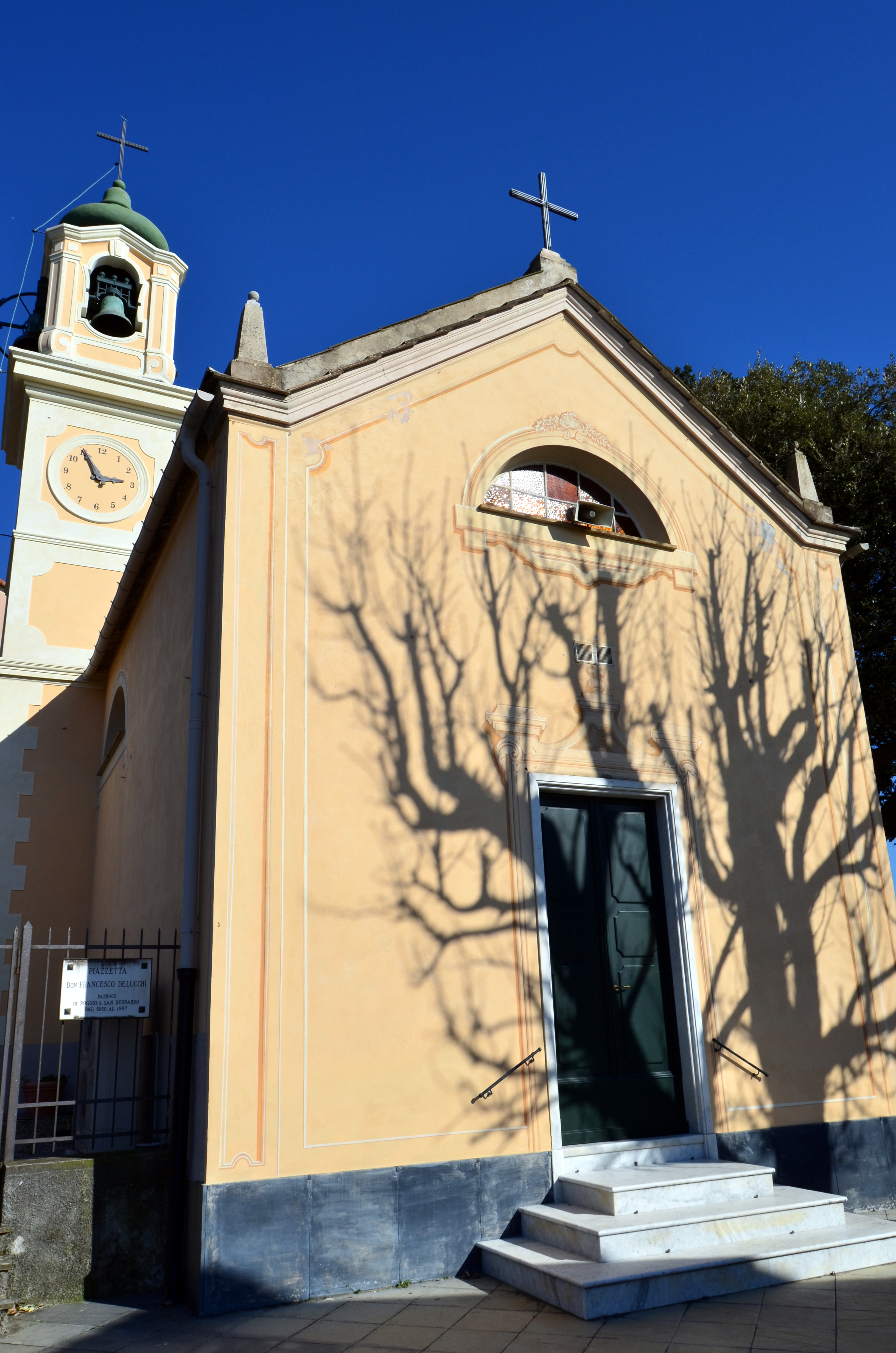
La chiesa parrocchiale di San Bernardo

### Architetture religiose
- Chiesa parrocchiale di San Bernardo, cappella dal XVI secolo[4] e in seguito prolungata nel 1780[4] con l'ultimo rifacimento della facciata risalente al 1922[4]; nello stesso anno fu eretto il campanile. Succursale di Pieve Ligure dal 1839[4], solo dal 1934 fu eretta a Vicaria autonoma[4] e nel 1936 eletta al titolo di chiesa parrocchiale[4].

## Sentieri
Dal paese con l'ausilio di due antichi sentieri è possibile raggiungere Pieve Ligure o il monte Santa Croce (600 m s.l.m.).

## Cultura

### Eventi
- Sagra delle "basanne" (dal dialetto genovese fave) a maggio in località Poggio e nella frazione.
- Sagra delle lumache, la prima domenica di luglio.